# Sylwia Czwojdzińska
Sylwia Czwojdzińska (Varsavia, 25 febbraio 1983) è una pentatleta polacca.

## Palmarès
In carriera ha conseguito i seguenti risultati:
- Mondiali:

Varsavia 2005: bronzo nella gara a squadre.
Città del Guatemala 2006: oro nella gara a squadre.
Berlino 2007: argento nella staffetta.
Budapest 2008: oro nella gara a squadre, bronzo nella staffetta.
Londra 2009: bronzo nella staffetta.
Chengdu 2010: oro nella staffetta mista.
- Europei

Montepulciano 2005: argento nella gara a squadre.
Budapest 2006: oro nella staffetta.
Riga 2007: bronzo nella gara a squadre.
Lipsia 2009: bronzo nella staffetta.
Debrecen 2010: bronzo nella staffetta.
Sofia 2012: argento nella staffetta.